# Вудсток (Џорџија)
Вудсток (енгл. Woodstock) град је у америчкој савезној држави Џорџија. По попису становништва из 2010. у њему је живело 23.896 становника.

## Демографија
Према попису становништва из 2010. у граду је живело 23.896 становника, што је 13.846 (137,8%) становника више него 2000. године.
| Група             | 2000.         | 2010.          |
| Белци             | 8.710 (86,7%) | 17.472 (73,1%) |
| Афроамериканци    | 508 (5,1%)    | 2.440 (10,2%)  |
| Азијати           | 167 (1,7%)    | 1.077 (4,5%)   |
| Хиспаноамериканци | 496 (4,9%)    | 2.325 (9,7%)   |
| Укупно            | 10.050        | 23.896         |